# Lijst van commandeurs van Jaffna

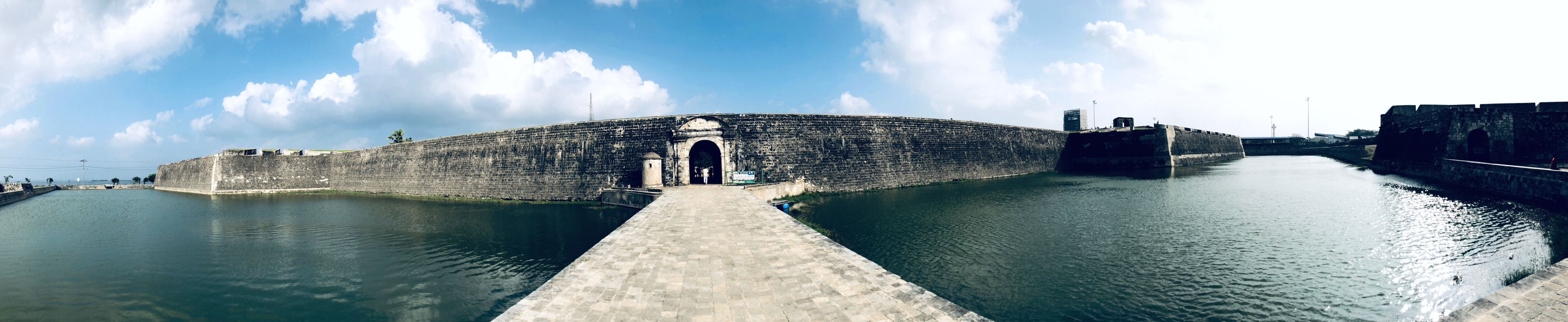
Fort Jaffna

Jaffna, gelegen in wat vroeger Ceylon genoemd werd en nu Sri Lanka, werd in 1658 door de VOC veroverd op de Portugezen. Het oude Portugese fort werd vervangen door een nieuw vijfhoekig fort volgens de nieuwste inzichten van de renaissance fortarchitectuur. Het werd daarna een centrum voor de regionale handel in olifanten die in het achterland gevangen werden. Vanwege het belang van Jaffna en de aanwezigheid van het fort was de hoogste gezagsdrager een commandeur. Deze had, anders dan een directeur of een opperhoofd, ook militaire verantwoordelijkheden. De commandeur van Jaffna maakte, evenals die van Galle, deel uit van de Raad van Ceylon in Colombo, die werd voorgezeten door de gouverneur. De commandeur nam aan raadsvergaderingen deel als hij in Colombo was. De lijst van commandeurs van 1659 tot aan de Britse overname in 1796 is als volgt:
- 1659-1665 Anthony Paviljoen
- 1666-1673 Jorephas Vosch
- 1673-1679 Laurens Pijl
- 1679-1681 Rutger de Heyde
- 1681-1684 Dominicus van Vorsten
- 1684-1691 Cornelis van der Duyn
- 1691-1694 Floris Blom
- 1694-1696 Hendrik Zwaardecroon
- 1697-1701 Matheus Schenkenberg
- 1701-1703 Hendrik Collaart van Linden
- 1703-1707 Adam van der Duijn
- 1707-1710 Nicolaas van Heuvel
- 1710-1712 Anthonie Valckenier
- 1712-1721 Swen Anderson
- 1722-1723 Jacob de Jong
- 1723-1727 Arnoud Mol
- 1728-1739 Gualterus Wouters
- 1739-1741 Daniel Agreen
- 1741-1744 Abraham Dormieux
- 1744-1746 Abraham Roos
- 1746-1747 Librecht Hooreman
- 1747-1761 Jacob de Jong jr.
- 1762-1766 Anthony Mooyaart
- 1766-1768 Noel Anthony Lebeck
- 1768-1775 Christiaan Rose
- 1776-1793 Bartholomeus Jacobus Raket
- 1793-1795 Mattheus Petrus Raket (broer van Bartholomeus)
- 1795-1796 Martinus Mekern